# Lubocha
Lubocha – wieś w Polsce położona w województwie łódzkim, w powiecie poddębickim, w gminie Dalików. Miejscowość wchodzi w skład sołectwa Krzemieniew.
W latach 1975–1998 miejscowość administracyjnie należała do województwa sieradzkiego.